# Шевчук Степан Васильович
Степан Васильович Шевчук (нар. 13 березня 1944, с. Литячі, Тернопільська область) — український художник, автор герба Чорткова.

## Життєпис
Степан Шевчук народився 13 березня 1944 року в селі Литячі, нині Товстенської селищної громади Чортківського району Тернопільської області України.
Після закінчення середньої школи не зміг вступити до художнього училища, тому працював бібліотекарем у школі. У 1966 році вступив на заочне відділення Українського поліграфічного інституту імені Івана Федорова ( (нині Українська академія друкарства, спеціальність «Графіка»).
Працював у Гомельському залізничному інституті на факультеті графіки, пізніше — художником–декоратором у Дрогобицькому драматичному театрі. Викладав у Бучацькій дитячій художній школі. Із 1992-го — викладач образотворчого мистецтва і керівник художньої студії у Чортківській гімназії імені Маркіяна Шашкевича.
Від 1977 року проживає у смт Заводське поблизу Чорткова.

## Творча діяльність
Почав творити у 1972 році, систематично — з 1980-го; спеціалізується в техніці ліногравюри, в якій виконав більшу частину робіт. Перший період творчості — 1972—1983 роки. Кольорові ліногравюри цього періоду: «Осінній етюд», «Ранок на каналі Ленінград», «Берези» (усі — 1972 року), «Майбутні будівничі», «Березовий гай» (1973), «Гуси-лебеді», «Білоруський пейзаж» (1974), «Дністер» (1979).
Початок 1980-х — 2-ий період творчості. Техніка — ліногравюра. У доробку: серії малюнків («Українські народні казки» (1984): Мороз Іванович, Лисичка та журавель, Коза-дереза, Колобок та інші), грав'юри: «Портрет Лесі Українки» (1985, чорно-біла), «Портрет бабусі» (1980, чорно-біла), Портрет Тараса Григоровича Шевченка (1987), «Зима» (1989), «Міст» (1988), «Дністер» (1979), «Церква в селі Джурин» (1986)).
Автор низки мистецьких творів історико-архітектурних пам'яток міста Чорткова (1991—1998): «Старе місто. Годинникова башта», «Будинок культури», «Вознесенська церква 18 століття», «Успенська церква 16 століття», «Місток. Парк», «Житловий будинок 19 століття».
Серія малюнків присвячена Кам'янцю-Подільському: «Кам'янець -Подільський. Пам'ятки середньовіччя» (1989—2000), «Кам'янець-Подільська фортеця» (1989), «Загальний вид на фортецю», «В'їзд у місто. Руська брама», «Башти фортеці», «Башти Польської брами», «Вид на Домініканський собор».
Авторські роботи художника є в державних установах, навчальних закладах, краєзнавчих музеях, храмах. Чортківській районній бібліотеці художник подарував лінограв'юри з серії «Архітектурні мотиви» (інші знаходяться в Тернопільському обласному краєзнавчому музеї).
Інші техніки, в яких пробував працювати митець:
- акварель, пастель, темпера, багато робіт, особливо роботи етюдного характеру, виконав графітним олівцем, тушшю (зокрема ілюстрації), а також кульковою ручкою. Тематика робіт дуже різноманітна (переважно пейзажі, натюрморти, композиції, навіяні літературними творами та поодинокі портрети).
- екслібрис (перші — у 1971 році); виконані в техніці ліногравюри, гравюри на дереві або просто як малюнок.

У 2002 році виконав ескіз «Чортків» — декоративно-тематичний триптих для місцевої міської ради. В оригіналі триптих був виконаний у 2003 році (полотно, темпера). У 2003 році працював над гравюрами «Життя лісу». Також захоплювався живописом, сакральним мистецтвом (іконописом: серія «Святі апостоли» у соборі Верховних Апостолів Петра і Павла). Із початку 2009-го працює над портретами діячів культури Чорткова (графіка, техніка сангіни і сепії; зокрема, «Портрет композитора і співака Болехівського»).
Співпацював із журналом «Дзвін», зокрема, оформлював його ювілейне число. У галереї «Дзвону» розміщені лінограв'юри Степана Шевчука до «Слова о полку Ігоревім».

### Виставки
- 7 жовтні 2009 в Тернополі з нагоди 65-річчя від дня народження.
- 15 вересня 2011 у Чорткові відкрилась виставка графікних робіт під назвою «Мелодія століть». Представлені роботи митця виконані у техніці малюнку, лінориту, графіки[2].